# Marigny-les-Usages

Marigny-les-Usages este o comună în departamentul Loiret din centrul Franței. În 1 ianuarie 2022 avea o populație de 1.861 de locuitori.